# اداومادا 2 (أكرض)
اداومادا 2 هي إحدى مشيخات المملكة المغربية، تتبع جغرافيا لإقليم الصويرة وإداريًا لأكرض. يقدر عدد سكانها بـ 590 نسمة حسب الإحصاء الرسمي للسكان والسكنى لسنة 2004.